# Einlagensicherungsgesetz
Das deutsche Einlagensicherungsgesetz (EinSiG) vom 28. Mai 2015 regelt die Mindestanforderungen an die Einlagensicherung deutscher Kreditinstitute und gewährt dem Anleger insbesondere einen Gläubigerschutz für dessen Bankguthaben bis zu 100.000 Euro je Anleger und Institut. Es trat am 3. Juli 2015 in Kraft.

## Vorgeschichte
Das Einlagensicherungs- und Anlegerentschädigungsgesetz (EAEG) harmonisierte mit Wirkung zum 1. August 1998 erstmals teilweise die Einlagensicherung in den EU-Mitgliedstaaten. Die neue europäische Einlagensicherungsrichtlinie von 2014 strebt eine Maximalharmonisierung an.
Mit dem Gesetz zur Umsetzung dieser neuen Einlagensicherungsrichtlinie wurde zum 3. Juli 2015 die Bezeichnung Einlagensicherungs- und Anlegerentschädigungsgesetz (EAEG) durch die Bezeichnung Anlegerentschädigungsgesetz (AnlEntG) ersetzt und ein eigenständiges Einlagensicherungsgesetz (EinSiG) erlassen. Das AnlEntG gilt seitdem für Verbindlichkeiten aus Wertpapiergeschäften, die gesetzlichen Regelungen zur Einlagensicherung sind im neuen EinSiG enthalten.

## Inhalt
Das EinSiG sieht zwei Arten von Sicherungseinrichtungen vor, und zwar
- gesetzliche Entschädigungseinrichtungen: Im EinSiG sind zwei gesetzliche Entschädigungseinrichtungen vorgesehen, eine für privatrechtliche Kreditinstitute und eine für öffentlich-rechtliche Kreditinstitute, die Einleger ausschließlich im Falle der Zahlungsunfähigkeit eines Kreditinstituts entschädigen (Entschädigungseinrichtung deutscher Banken, Entschädigungseinrichtung des Bundesverbandes Öffentlicher Banken Deutschlands) sowie
- institutsbezogene Sicherungssysteme, bei denen die Stützung der angeschlossenen Institute im Vordergrund steht und die auf Antrag als Einlagensicherungssysteme anerkannt werden können. Die Institutssicherungen des DSGV (Sicherungseinrichtungen der Sparkassen-Finanzgruppe) und des BVR (BVR Institutssicherung) haben ihre Anerkennung als Einlagensicherungssysteme von der dafür zuständigen BaFin erhalten und unterliegen damit im vollen Umfang der Aufsicht durch die BaFin nach dem EinSiG.[3]

Maßgebliche Änderungen ergeben sich für die institutssichernden Einrichtungen des deutschen Bankgewerbes. Insgesamt wird das Schutzniveau für die Einleger weiter verbessert. Die deutsche Einlagensicherung bleibt auf dieser Grundlage national verankert. Die Einlagensicherungssysteme müssen dafür sorgen, dass ihre verfügbaren Finanzmittel bis zum Ablauf des 3. Juli 2024 mindestens eine Zielausstattung von 0,8 Prozent der gedeckten Einlagen der ihnen angehörenden Kreditinstitute betragen (§ 17 EinSiG). Die Aufsicht über die Einlagensicherungssysteme übt die BaFin aus (§ 50 Abs. 1 EinSiG).

## Kreditinstitute
Als Normadressaten gelten CRR-Kreditinstitute und Filialen von Auslandsbanken. Diese müssen nach § 1 EinSiG ihre Einlagen durch Zugehörigkeit zu einem Einlagensicherungssystem sichern. Einlagensicherungssysteme sind gemäß § 2 Abs. 1 EinSiG gesetzliche Entschädigungseinrichtungen und institutsbezogene Sicherungssysteme.

## Einlegerschutz
Der Einlegerschutz kann systematisch unterteilt werden in den materiellen und personellen Schutz. Der materielle Einlegerschutz besteht gemäß § 2 Abs. 3 EinSiG für alle Einlagen, also Bankguthaben, die sich aus auf einem Konto verbuchten Beträgen im Rahmen von Bankgeschäften ergeben und von den Instituten aufgrund vertraglicher Bedingungen zurückzuzahlen sind. Der Einlagenschutz umfasst konkret alle Spar-, Termin-, Tagesgeld- und Sichteinlagen, auf den Namen lautende Sparbriefe (Namenspapiere) in der Hand von Nichtbanken sowie Namensschuldscheine und Namensschuldverschreibungen von CRR-Kreditinstituten. Als Einlagen gelten auch Verbindlichkeiten aus Wertpapiergeschäften eines Kreditinstituts, sofern die Verbindlichkeiten des Kreditinstituts darin bestehen, den Kunden Besitz oder Eigentum an Geld zu verschaffen. Gedeckt sind Einlagen auch in Fremdwährung, wobei die Entschädigung in Euro gewährt wird.
Der persönliche Schutz betrifft die geschützten Rechtssubjekte (Gläubiger). Dem Schutz unterliegen insbesondere natürliche Personen und juristische Personen des öffentlichen Rechts (Anstalten, Körperschaften und öffentlich-rechtliche Stiftungen).
Die maximale Entschädigung beträgt nach § 8 Abs. 1 EinSiG 100.000 Euro. Sie kann sich nach § 8 Abs. 2 EinSiG auf maximal 500.000 Euro erhöhen.

## Nicht gesicherte Einlagen
Zu den nicht gesicherten Einlagen gehören nach § 2 Abs. 3 EinSiG insbesondere Guthaben, die nicht zum Nennwert rückzahlbar sind oder nur im Rahmen einer vom Kreditinstitut oder einem Dritten gestellten Garantie oder Vereinbarung rückzahlbar sind. Da Metallkonten zum Metallwert oder Kurswert rückzahlbar sind, unterliegen sie nicht der Einlagensicherung. Weitere nicht gesicherte Einlagen zählt § 6 EinSiG abschließend auf, insbesondere Einlagen aus dem Interbankenhandel, Eigenmittel, Einlagen aus Geldwäsche, Inhaberschuldverschreibungen und Zertifikate unterliegen ebenfalls nicht der Einlagensicherung.
Nicht geschützt sind gemäß § 6 EinSiG vor allem juristische Personen wie Einlagen von Versicherungsunternehmen, Rückversicherungsunternehmen und Investmentfonds, Einlagen von Wertpapierfirmen, Pensions- und Rentenfonds sowie Einlagen staatlicher Stellen (Bund, Länder, Gemeinden), anderer Staaten oder ausländischer Regionalregierungen.

## Entschädigungsfall
Der Entschädigungsfall tritt nach § 10 Abs. 1 EinSiG ein, wenn die Bundesanstalt für Finanzdienstleistungsaufsicht (BaFin) förmlich feststellt, dass das betroffene Institut nicht mehr in der Lage ist, die Einlagen zurückzuzahlen und/oder Verbindlichkeiten aus Wertpapiergeschäften zu erfüllen. Die BaFin muss den Entschädigungsfall feststellen, wenn ein von ihr verhängtes Moratorium oder Zahlungsverbot länger als sechs Wochen andauert. Erst mit der förmlichen Feststellung des Entschädigungsfalls durch die BaFin darf die Entschädigungseinrichtung damit beginnen, die Einlegerentschädigung durchzuführen. Bei Entschädigungszahlung geht die Forderung des Einlegers gegen das Kreditinstitut auf das Einlagensicherungssystem im Wege der Legalzession über (§ 16 EinSiG).
Vieles ist bei der Einlagensicherung wie bei Versicherern geregelt, denn es handelt sich wirtschaftlich um eine Versicherung. Mitgliedsinstitute zahlen Mitgliedsbeiträge (vergleichbar mit Versicherungsprämien), der Entschädigungsfall entspricht dem Versicherungsfall und die maximale Entschädigung wird sogar im Gesetz als Deckungssumme bezeichnet.

## Ziele des Gesetzes
Das EinSiG verschafft gemäß § 5 Abs. 1 EinSiG dem Einleger im Entschädigungsfall einen Rechtsanspruch auf Entschädigung. Das Gesetz schützt gemäß § 8 Abs. 1 EinSiG
1. 100 % der Einlagen, maximal den Gegenwert von 100.000 Euro (Deckungssumme)
2. 90 % der Verbindlichkeiten aus Wertpapiergeschäften, maximal den Gegenwert von 20.000 Euro

pro Kunde und pro Institut.
Einerseits verkürzt sich im Entschädigungsfall die Auszahlungsfrist von bisher 20 auf sieben Bankarbeitstage. Zum anderen unterliegen die Einlagensicherungssysteme nun breiteren Informationspflichten, die den Einlegern eine verbesserte Information über die bestehende Einlagensicherung ermöglichen sollen.